# Ottaviano Garzadori
Ottaviano Garzadori (ou Garzadoro; ca. 1570-1653) foi um prelado católico romano que serviu como arcebispo de Zadar de 1624 a 1639 e bispo de Boiano de 1622 a 1624.